# 阿尔伯特·拉奇科夫
阿尔伯特·伊万诺维奇·拉奇科夫（俄语：Альберт Иванович Рачков，1927年6月22日—2023年1月5日），苏联政治人物、外交官。曾任土库曼共产党中央委员会第二书记，苏联驻也门民主人民共和国大使等职。

## 生平
1927年出生于北高加索边疆区斯塔夫罗波尔。1950年毕业于亚速-黑海国立农业工程学院，后在科麦罗沃州农业部门工作。1955年加入苏联共产党。1971年毕业于苏共中央高级党校（函授）。1965年至1969年，在苏联共产党中央委员会机关工作。1969年至1974年，任苏联共产党利佩茨克州委员会书记。1974年至1980年，任苏联共产党中央委员会党组织工作部局长。1980年至1986年，任土库曼共产党中央委员会第二书记。1981年至1991年，苏联共产党中央委员会候补委员。1986年，任苏联驻也门民主人民共和国大使。1990年5月，南、北也门统一，成立也门共和国。他担任苏联驻也门共和国亚丁领事馆总领事，直至1991年9月退休。2023年1月5日逝世。

## 荣誉
- 十月革命勋章（1987年）
- 劳动红旗勋章（1971年、1973年）
- 荣誉徽章勋章（1957年）
- 开垦处女地奖章（1957年）
- 纪念列宁诞辰100周年奖章（1970年）
- 退休劳动者奖章（1985年）